# Lely (bedrijf)
Lely is een Nederlandse producent van robots en datasystemen voor de melkveehouderij, gevestigd in Maassluis. Het bedrijf produceert voornamelijk machines voor de melkvee-industrie, waaronder volautomatische melkrobots, voeder- en mestrobots.
Met het hoofdkantoor in Maassluis en een wereldwijd netwerk van Lely Center-vestigingen voor verkoop en service op maat is de Lely Groep actief in meer dan veertig landen en heeft productievestigingen in Maassluis en Pella (Verenigde Staten). Het bedrijf had in 2020 wereldwijd 1.750 werknemers in dienst. In dat jaar was de bedrijfsomzet 615 miljoen euro.
Belangrijkste concurrent van Lely is het Zweedse bedrijf DeLaval. De concurrentiestrijd tussen beide bedrijven wordt ook weleens rood (Lely) tegen blauw (DeLaval) genoemd.

## Geschiedenis
Lely werd opgericht in Maasland in 1948 door de broers Cornelis en Arij van der Lely, en richtte zich in eerste instantie op onderzoek en ontwikkeling. Het eerste octrooi werd openbaar gemaakt op 15 september 1948, en daarna zijn er vele gevolgd. Een bedrijf als Vicon heeft op basis van deze ontwerpen eigen producten ontwikkeld en op de markt gebracht.
In 1953 werd het bedrijf omgevormd tot een naamloze vennootschap. Begin jaren 1960 ontwikkelde en fabriceerde Lely landbouwmachines, hydraulische apparatuur en voorgefabriceerde bungalows. Begin jaren 80 werd de bungalowfabricagelijn opgeheven. Eind jaren 1980 behoorde Lely met Vicon uit Nieuw Vennep en PZ Zweegers & Zonen uit Geldrop tot de drie producenten van landbouwwerktuigen, die de Nederlandse landbouwmachine-industrie domineerden. Na het jaar 2000 is de Lely Groep verder gegroeid. In 2018 had het bedrijf ongeveer 1.600 actuele patenten en drie onderzoeks- en ontwikkelingsafdelingen.

### Producten
- 1958 : De eerste landbouwmachines waren de Lely eenschijf-kunstmeststrooier
- 1965 : De Lely Lotus haaktand, die het gewas sneller en schoner keert
- 1968 : De Lelyterra rotorkopeg, die de grond niet omkeert, en het zaaigoed in een warm zaaibed laat liggen
- 1970 : De Lely Hydro 90 gepresenteerd, een tractor met een 87 PK sterke zescilinder MWM-dieselmotor met een inhoud van 4,5 liter. De tractor beschikt ook over een hydrostatische aandrijving. Van dit model werden zeven stuks geproduceerd. Een variant was de Lely Hydro 150 met een Fordmotor.
- 1976 : In de vestiging in de Verenigde Staten werd een prototype gemaakt van een tractor met twee motoren, waarbij een van de motoren bij lichtere werkzaamheden kon worden afgezet om zodoende brandstof te besparen.
- 1983 : Het modulaire maaibalksysteem, die veel minder tandwielen dan andere maaibalken bevatte en daardoor een hoger rendement had met aanzienlijke brandstofbesparing.[5]
- 1992 : In dit jaar werd een prototype van de Lely Astronaut melkrobot ontwikkeld.

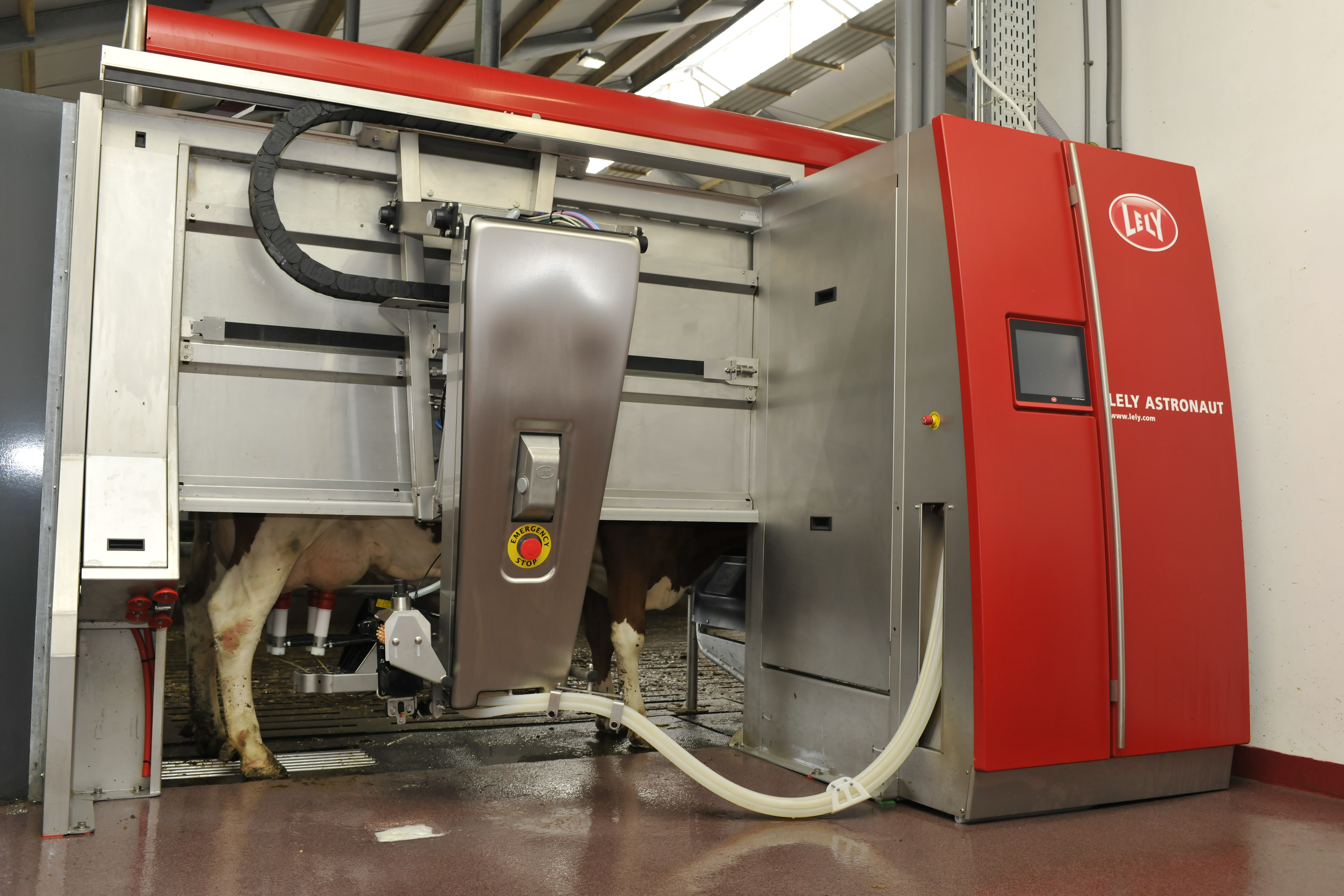
Lely Astronaut melkrobot

- 1995 : De productie van de Lely Astronaut begint.
- 1997 : De Lely Lotus 1325 haaktandschudder wordt geïntroduceerd
- 2005 : De Lely Astronaut A3 komt in productie, het is een betrouwbaarder melkrobot dan de eerdere. De Lely Discovery is een robot die in een koeienstal over de mestroosters rijdt om mest door de roosters te duwen.
- 2008 : De Lely Juno wordt geïntroduceerd, deze robot duwt het voer van het vee naar het voerhek zodat het vee weer bij het voer kan.
- 2009 : De Lely Welger RPC445 Tornado is een ronde balenpers met een volledig variabele perskamer, hierdoor kunnen balen van verschillende formaten worden geperst.
- 2010 : De Lely Astronaut A4 komt in productie en maakt gebruik van een centraal vacuümsysteem voor maximaal twee melkrobots.
- 2012 : Lely brengt de Lely Vector op de markt. Dit is een geautomatiseerd voersysteem.
- 2014 : Lely introduceert het Lely Welger Continuous Baling concept. Dit is een ronde balenpers, waarbij de tractor niet stil hoeft te staan om een baal te lossen.
- 2017 : Lely verkoopt haar grasland-divisie aan het Amerikaanse bedrijf AGCO Corporation en richt zich in het vervolg op het ontwikkelen van robots en datasystemen voor het melkveebedrijf.
- 2018 : Lely viert haar 70-jarig bestaan en introduceert een nieuwe melkrobot (Lely Astronaut A5) en een nieuwe voeraanschuifrobot (Lely Juno).
- 2020 : André van Troost wordt de nieuwe CEO en Alexander van der Lely voorzitter van de raad van commissarissen.

## Galerij

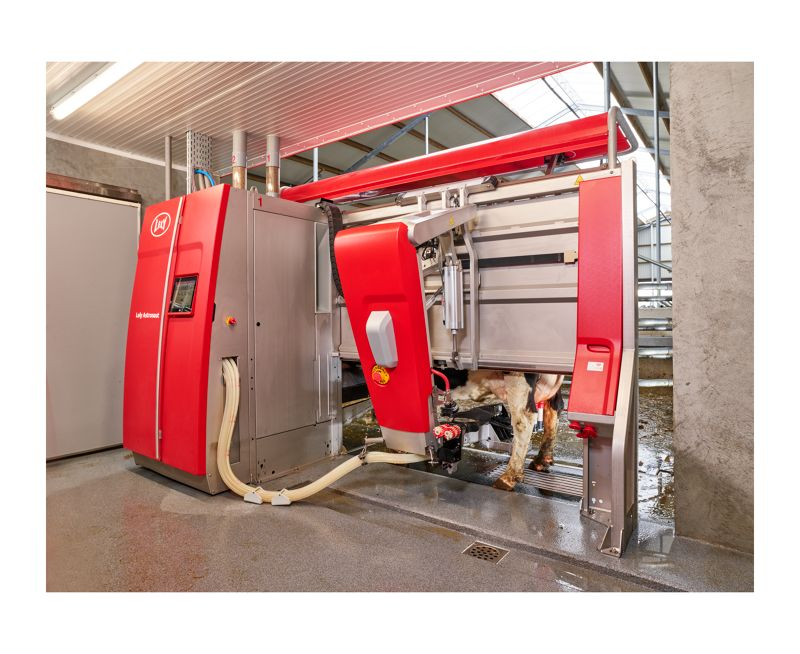
Melkrobot
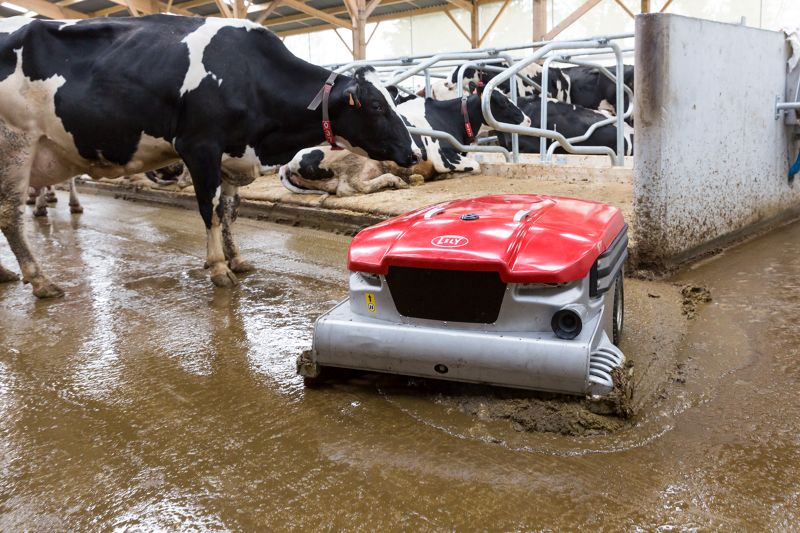
Mest
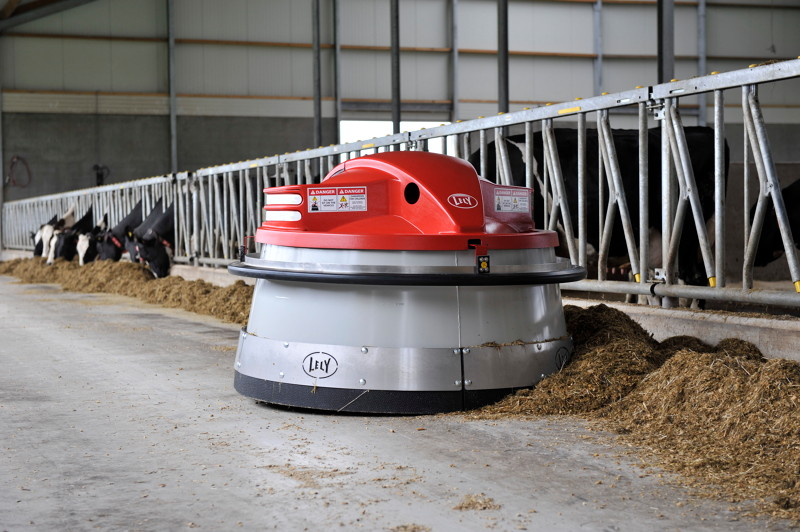
Voeren
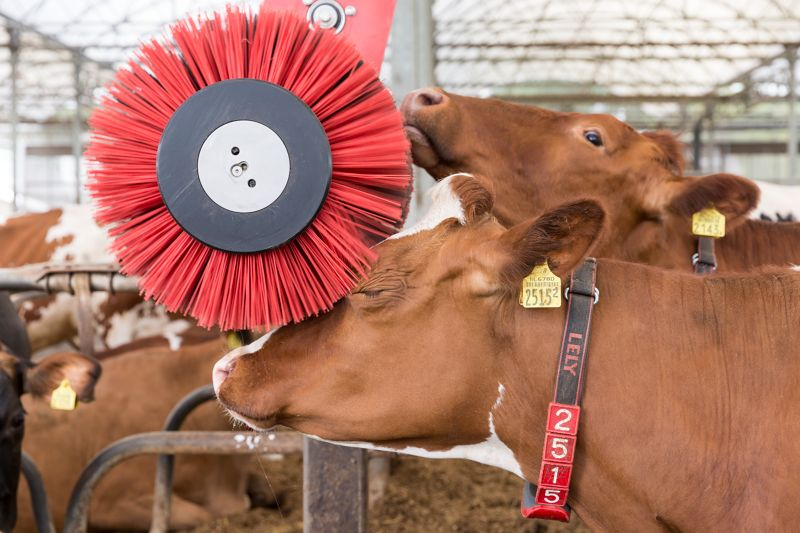
Koe verzorging
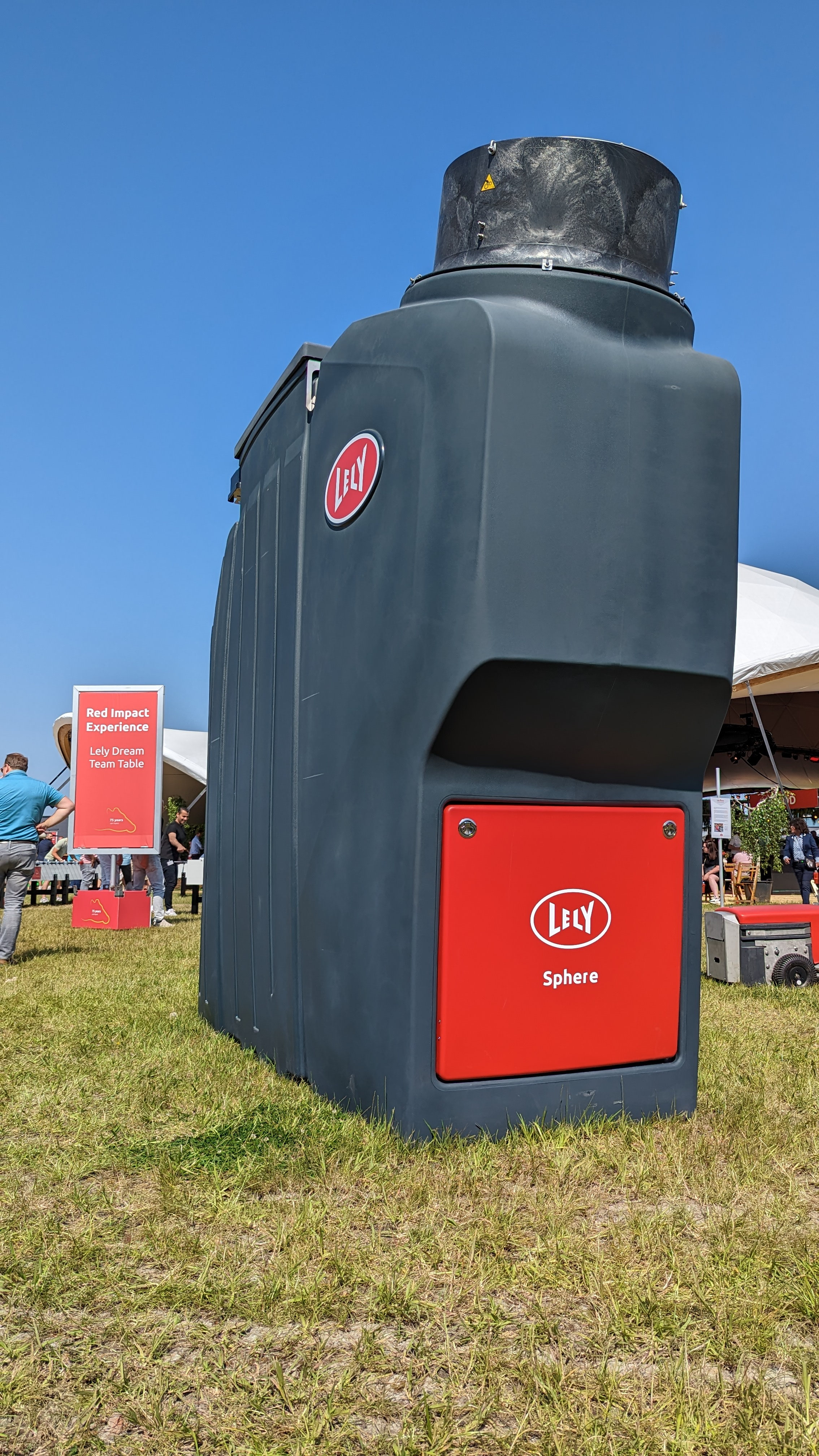
Stikstof filter

## Organisatie

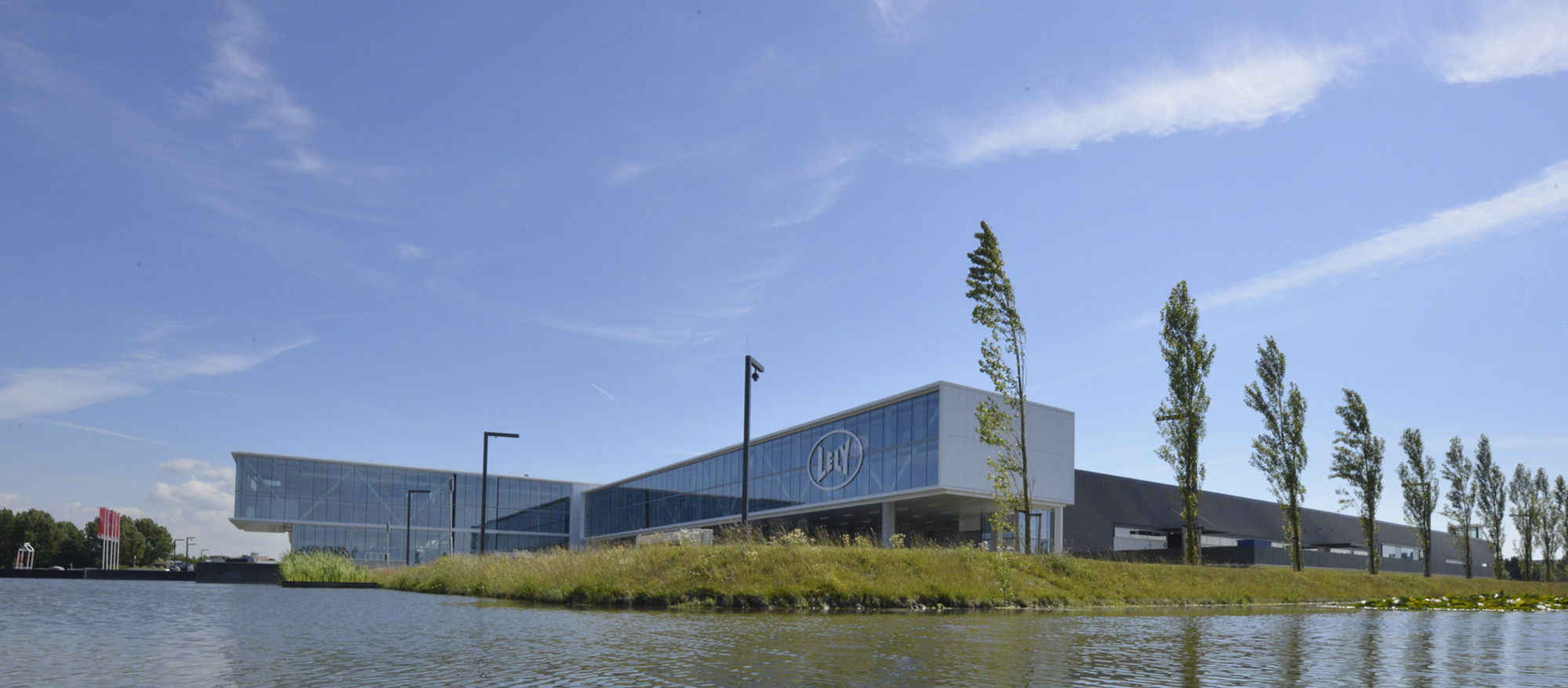
Fabrieken en kantoren te Maassluis

Lely is actief in zo'n veertig landen en omvat een aantal dochterondernemingen. In Nederland zijn dat de internationale moedermaatschappij Lely Holding in Maassluis, alsmede de bedrijven Lely Industries, Lely International, Lely Technologies en Octrooibureau Van der Lely.
Per 2020 is André van Troost bestuursvoorzitter van Lely. Hij is de opvolger van Alexander van der Lely, een zoon van Cornelis. Alexander wordt voorzitter van de nieuw te vormen raad van commissarissen.

## Dechentreiter
De Duitse firma Dechentreiter uit Asbach-Bäumenheim was een fabrikant van maaidorsers, dat in 1963 werd overgenomen. Het werd hernoemd in Lely-Dechentreiter. Men bouwde naast maaidorsers ook pistenbullies, caravans en zelfrijdend werktuig, de Lely-trac. Nadat het in financiële problemen kwam, nam Fendt de fabriek over. De caravan-tak werd door Fendt later verkocht aan Hobby-Wohnwagenwerk. De Lely-trac werd verder ontwikkeld tot Fendt Agrobil S, welke Fendt verkocht aan Rhein-Bayern.